# Fives-Lille

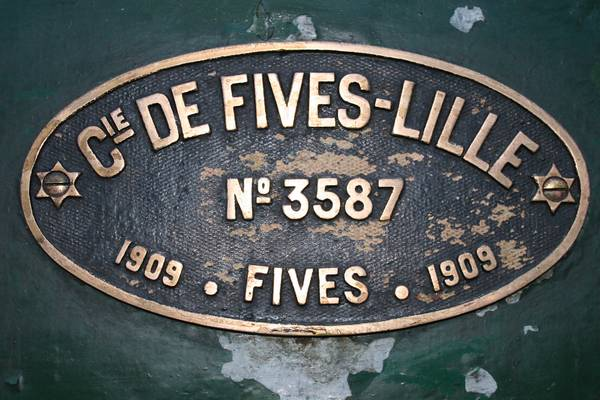
Placa del Constructor

Compagnie de Fives-Lille pour Constructions Mécaniques & Entreprises es el nombre de un antiguo diseñador y constructor de obras de ingeniería civil (especialmente puentes) y de material rodante ferroviario (sobre todo de locomotoras de vapor) de nacionalidad francesa. Está ubicado en Fives, un suburbio de Lille, en el departamento Norte. La sociedad dio origen al grupo de ingeniería Fives.

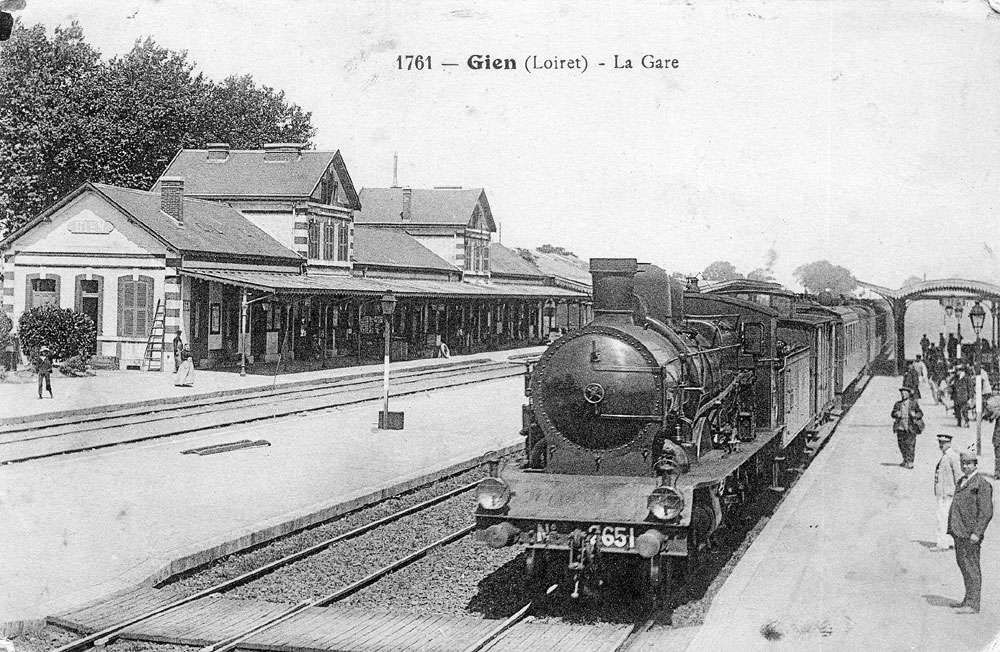
La 2651 Five-Lille en la estación de Gien (Loiret) con un tren de viajeros

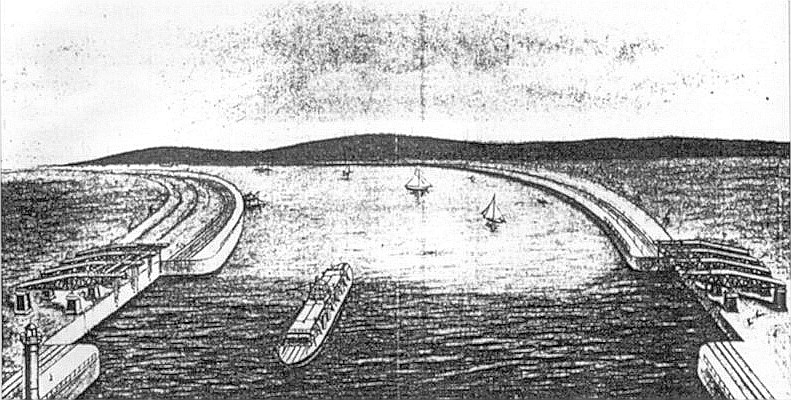
Proyecto de El Havre 1904

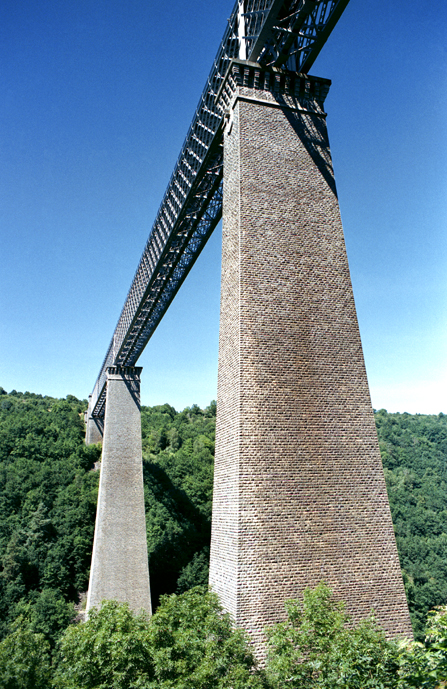
Viaducto des Fades

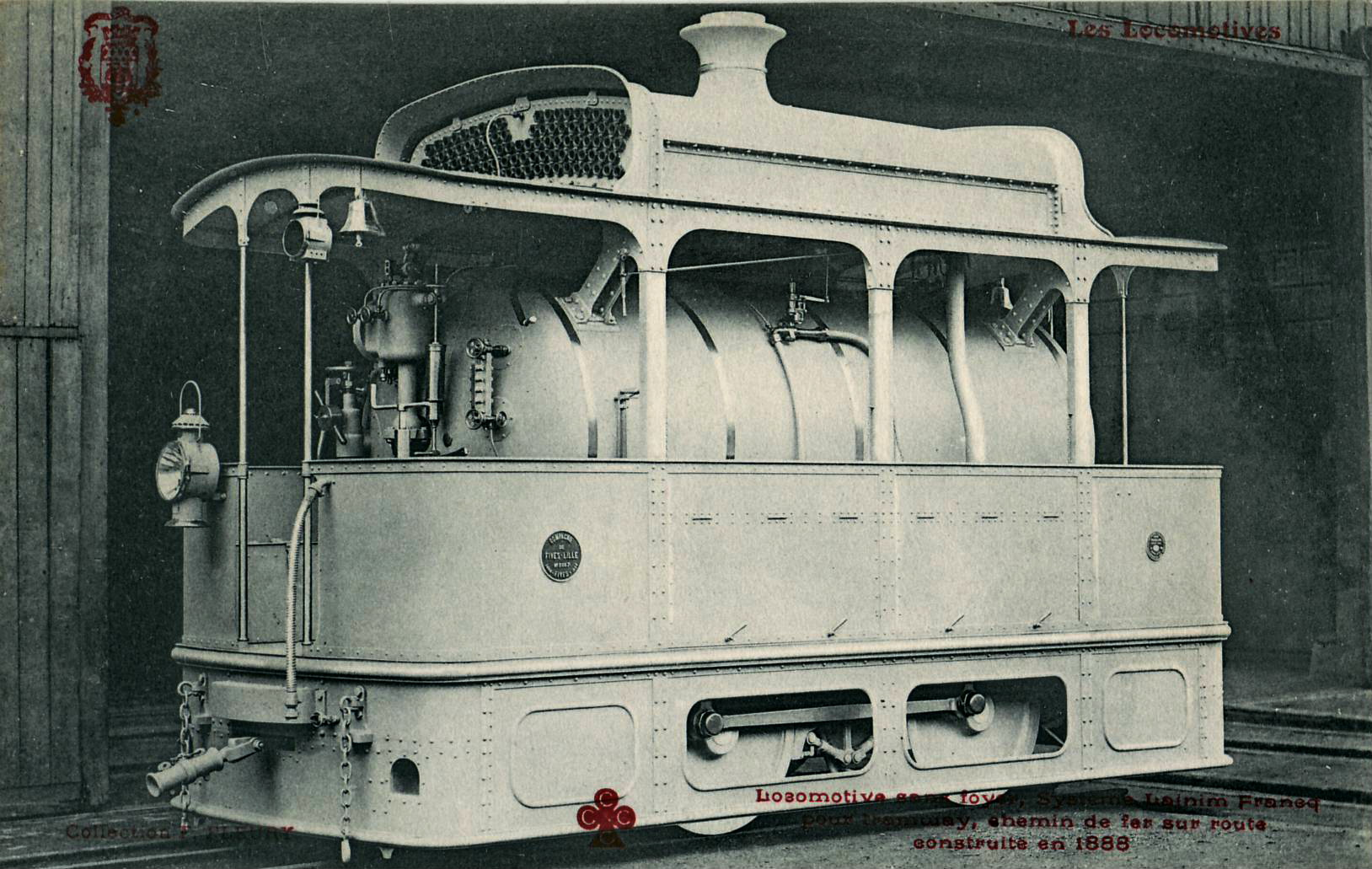
Locomotora sin hogar, sistema Francq (1888)

## Historia
La fábrica Fives-Lille tuvo su origen en la firma Parent & Schaken, de origen belga e instalada en Oullins, cerca de Lyon. En 1854, Basile Parent y Pierre Schaken obtuvieron de la Compagnie du chemin de fer du Grand Central un primer contrato de 6 años de duración, para lo que alquilaron los talleres de Oullins.
Desde 1861, las sociedades Cail y Fives-Lille lideraron una asociación empresarial, integrada por Cail, Parent & Schaken, Houel, Caillet de París y Fives-Lille. Los talleres de construcción mecánica de Fives son fundados así en 1861 por Basile Parent y Pierre Schaken, bajo el nombre de Parent-Schaken-Caillet y Compañía.
Esta cooperación condujo a la creación de varias fábricas y a la realización de numerosas obras. Una fábrica fue instalada en el barrio de Fives, cerca de Lille, especializada en la construcción de vías de ferrocarril y de locomotoras de vapor; y otra fábrica en Givors, en el departamento del Ródano, especializada en el mecanizado de las ruedas y de los ejes de los vagones.
En 1865 pasa a denominarse "Compagnie de Fives-Lille", y a partir de 1868 se convierte en la sociedad anónima "Compagnie de Fives-Lille pour constructions mécaniques et entreprises" (Compañía de Fives-Lille de construcciones mecánicas y empresas).
En 1868, la Compagnie Fives-Lille aumenta la capacidad de la fábrica de Givors, produciendo celosías de vigas metálicas para puentes de hierro; y  material militar como obuses o los motores de accionamiento de los cañones que posteriormente serán utilizados durante la Primera Guerra Mundial.
En 1870, cuando finalizó la asociación empresarial, la Sociedad Fives-Lille añadió a sus actividades la construcción de refinerías de azúcar, sector que había estado reservado a Jean-François Cail y a Charles Derosne.
En el plano internacional, fue partícipe necesario de la creación del Ferrocarril provincia de Santa Fe, en Argentina, siendo creador de un sinnúmero de pueblos.
La fabricación bajo licencia de armamento y motores propiciada por la Primera Guerra Mundial permitió un rápido desarrollo de la empresa. La fábrica de Lille en 1914 empleaba aproximadamente a 1000 obreros, que se trasladaron a Givors poco antes de la ocupación de la ciudad por las tropas alemanas. A finales de 1918, la fábrica de Givors contaba con más de 8000 obreros.
En 1958, Cail y Fives-Lille se agruparon de nuevo para dar nacimiento a la sociedad Fives Lille-Cail.
En 1973 Fives Lille-Cail se fusionó con Babcok-Atlántique, unión de la que resultó Fives-Cail Babcok.
En 1980, recuperó su nombre inicial, Compagnie de Fives-Lille, y adquirió las empresas Nordon (especializada en tuberías), y Pillard (especializada en combustión).
En 1983, el Grupo Fives-Lille se hizo con el control de la compañía Stein Heurtey, (especializada en la industria térmica).
De 1987 a 1996, el grupo se centró exclusivamente en ciertos sectores clave de actividad, siendo vendida la fábrica de Givors en 1990.
En 1997, compró el grupo Cinetic, especializado en sistemas integrados de mantenimiento y en la creación de plantas automovilísticas, con la adquisición de otras empresas más pequeñas especializadas en el campo de las líneas automatizadas de ensamblaje, de los sistemas de lavado de piezas durante su fabricación y de las máquinas de rectificación de piezas de motores.
En 2001 la Compañía de Fives-Lille fue vendida por su accionista principal, Paribas, cesando su cotización bursátil.
En 2006, Charterhouse General Partners Ltd, y Barclays Private Equity, se convirtieron en los accionistas principales de la empresa.
En 2008, Fives-Lille pasó a denominarse Fives y el negocio especializado en aluminio pasó a llamarse Fives-Solios.

## Producción y realizaciones

### Locomotoras de vapor
- 030 T Ouest n° 3531 a 3540 de 1889, y n° 3573-3587 de 1897.
- 030T Vías férreas de las Landas de 1889, 6 ejemplares[2]
- 221 Norte 2.671 a 2.675, después 221 A; 31 a 35 SNCF de 1904.

### Puentes
- Puente levadizo de la calle de Crimée, ubicado en el Distrito 19 de París, 1885.
- Puente Alejandro III y Puente de las Artes, en París

## Locomotoras Fives-Lille conservadas
- 1856: (exhibida en el Centro de Artesanato) de Nazaré, BA,[3] Brasil.
- 1909: 230 T 327, locomotora/tender a vapor, en Puget-Théniers (Alpes Marítimos); clasificada Monumento Histórico el 30/10/1987 MH.
- 1934: 2D2 5525, locomotora eléctrica, propiedad de la asociación E525 constituida por la AFAC, el COPEF y la FACS; clasificada Monumento Histórico el 27/03/1990 MH.
- 1937: 231 E 41, locomotora de vapor con ténder separado, tipo Pacific, puesta en marcha sobre el bulevar de los deportados en Saint-Pierre-des-Corps ; clasificada Monumento Histórico el 04/04/2003 MH.

## Otras realizaciones
- Estructura metálica de la estación de Orsay en París
- Ascensores de la Torre Eiffel, en París, para la Exposición Universal de 1889.
- Edificio de la Galería de las Máquinas[4]
- Participación al Puente de Tancarville